# (1837) Osita
(1837) Osita – planetoida z pasa głównego planetoid okrążająca Słońce w ciągu 3 lat i 102 dni w średniej odległości 2,21 au Została odkryta 16 sierpnia 1971 roku w obserwatorium w El Leoncito przez Jamesa Gibsona. Nazwa planetoidy pochodzi od hiszpańskiej formy imienia Urszula, imienia żony odkrywcy. Przed jej nadaniem planetoida nosiła oznaczenie tymczasowe (1837) 1971 QZ1.